# Ranunculus arctophilus
Ranunculus arctophilus är en ranunkelväxtart som först beskrevs av George Gunnar Marklund, Fagerstr. och Kvist, och fick sitt nu gällande namn av S. Ericsson. Ranunculus arctophilus ingår i släktet ranunkler, och familjen ranunkelväxter. Inga underarter finns listade i Catalogue of Life.